# Championnats de Russie de cyclisme sur piste
Les championnats de Russie de cyclisme sur piste sont les championnats nationaux de cyclisme sur piste de Russie, organisés par la Fédération russe. Ils succèdent indirectement aux championnats d'Union soviétique de cyclisme sur piste.

## Palmarès

### Hommes

#### Kilomètre
| Année | Vainqueur          | Deuxième            | Troisième          |
| ----- | ------------------ | ------------------- | ------------------ |
| 2016  | Alexandr Vasiukhno | Aleksandr Dubchenko | Pavel Rostov       |
| 2019  | Alexandr Vasiukhno | Aleksandr Dubchenko | Alexander Sharapov |
| 2020  | Pavel Rostov       | Aleksandr Dubchenko | Dmitry Nesterov    |
| 2021  | Ivan Gladyshev     | Alexander Dubchenko | Alexander Sharapov |

#### Keirin
| Année | Vainqueur           | Deuxième           | Troisième           |
| ----- | ------------------- | ------------------ | ------------------- |
| 2016  | Aleksandr Dubchenko | Nikita Shurshin    | Alexander Sharapov  |
| 2017  | Shane Perkins       | Evgeny Kalmykov    | Aleksandr Dubchenko |
| 2018  | Shane Perkins       | Nikita Shurshin    | Alexander Sharapov  |
| 2019  | Denis Dmitriev      | Pavel Yakushevskiy | Pavel Rostov        |
| 2020  | Alexander Sharapov  | Nikita Shurshin    | Denis Dmitriev      |
| 2022  | Mikhail Iakovlev    | Denis Dmitriev     | Nikita Kalachnik    |

#### Vitesse individuelle
| Année | Vainqueur          | Deuxième            | Troisième          |
| ----- | ------------------ | ------------------- | ------------------ |
| 2016  | Pavel Yakushevskiy | Kirill Samusenko    | Aleksei Tkachev    |
| 2017  | Pavel Yakushevskiy | Aleksandr Dubchenko | Shane Perkins      |
| 2018  | Denis Dmitriev     | Pavel Yakushevskiy  | Aleksej Semekha    |
| 2019  | Pavel Yakushevskiy | Pavel Rostov        | Alexander Sharapov |
| 2020  | Denis Dmitriev     | Mikhail Iakovlev    | Pavel Yakushevskiy |
| 2021  | Mikhail Iakovlev   | Pavel Yakushevskiy  | Danila Burlakov    |

#### Vitesse par équipes
| Année | Vainqueur                                                         | Deuxième                                                          | Troisième                                                       |
| ----- | ----------------------------------------------------------------- | ----------------------------------------------------------------- | --------------------------------------------------------------- |
| 2013  | Denis Shurshin Andrey Kubeev Nikita Shurshin                      |                                                                   |                                                                 |
| 2017  | Alexander Sharapov Shane Perkins Nikita Shurshin                  | Pavel Yakushevskiy Kirill Samusenko Aleksei Tkachev               | Sergey Tabolin Evgenii Bobrakov Alexandr Vasiukhno              |
| 2018  | Alexander Sharapov Shane Perkins Denis Dmitriev                   | Daniil Komkov Alexey Nosovbr />Aleksandr Dubchenko                | Pavel Yakushevskiy Kirill Samusenko Aleksei Tkachev             |
| 2019  | Pavel Yakushevskiy Aleksei Tkachev Kirill Lii                     | Denis Dmitriev Alexander Sharapov Shane Perkins                   | Aleksander Dubchenko Alexey Nosov Daniil Komkov                 |
| 2020  | Pavel Yakushevskiy Aleksei Tkachev Kirill Lii                     | Ivan Gladyshev Denis Dmitriev Alexander Sharapov Mikhail Iakovlev | Aleksander Dubchenko Dmitry Nesterov Daniil Komkov Pavel Rostov |
| 2021  | Ivan Gladyshev Alexander Sharapov Mikhail Iakovlev Denis Dmitriev | Mikhail Dmitriev Danila Burlakov Nikita Kalachnik                 | Daniil Komkov Dmitry Nesterov Alexander Dubchenko Pavel Rostov  |
| 2022  | Mikhail Dmitriev Danila Burlakov Nikita Kalachnik                 | Ivan Gladyshev Alexander Sharapov Denis Dmitriev                  | Pavel Yakushevskiy Dmitry Nesterov Alexander Dubchenko          |

#### Poursuite individuelle
| Année | Vainqueur            | Deuxième      | Troisième            |
| ----- | -------------------- | ------------- | -------------------- |
| 2017  | Alexander Evtushenko | Sergey Shilov | Vladislav Kulikov    |
| 2018  | Alexander Evtushenko | Ivan Smirnov  | Dmitriy Sokolov      |
| 2019  | Alexander Evtushenko | Ivan Smirnov  | Dmitriy Sokolov      |
| 2020  | Lev Gonov            | Gleb Syritsa  | Alexander Evtushenko |
| 2021  | Gleb Syritsa         | Lev Gonov     | Ivan Novolodsky      |

#### Poursuite par équipes
| Année | Vainqueur                                                      | Deuxième                                                              | Troisième                                                             |
| ----- | -------------------------------------------------------------- | --------------------------------------------------------------------- | --------------------------------------------------------------------- |
| 2011  | Ievgueni Kovalev Ivan Kovalev Alexei Markov Alexander Serov    | Sergey Shilov Alexander Rybakov Valery Kaykov Artur Ershov            | Sergey Chernetskiy Roman Ivliev Pavel Karpenkov Maksim Kozyrev        |
| 2013  | Artur Ershov Ievgueni Kovalev Ivan Savitskiy Alexander Serov   | Viktor Manakov Alexey Kurbatov Ivan Kovalev Alexander Grigoriev       | Arkimedes Arguelyes Sergey Shilov Dmitriy Sokolov Kirill Sveshnikov   |
| 2017  | Mamyr Stash Dmitriy Sokolov Alexander Evtushenko Sergey Shilov | Gleb Syritsa Ivan Smirnov Lev Gonov Dmitry Mukhomediarov              | Ievgueni Kovalev Alexey Kurbatov Vladislav Kulikov Kirill Bochkov     |
| 2018  | Gleb Syritsa Ivan Smirnov Lev Gonov Alexander Evtushenko       | Aleksandr Smirnov Dmitry Mukhomediarov Dmitriy Sokolov Sergey Shilov  | Sergey Malnev Arseny Nikiforov Savva Novikov Ivan Gerasimov           |
| 2019  | Nikita Bersenev Ivan Smirnov Lev Gonov Gleb Syritsa            | Sergey Malnev Kirill Sveshnikov Arseny Nikiforov Dmitry Mukhomediarov | Savva Novikov Dmitriy Sokolov Aleksandr Smirnov Aleksandr Barsov      |
| 2020  | Nikita Bersenev Lev Gonov Ivan Smirnov Gleb Syritsa            | Egor Igoshev Ivan Novolodsky Ilia Shchegolkov Vlas Shichkin           | Sergey Malnev Arseny Nikiforov Alexander Smirnov Dmitry Sokolov       |
| 2021  | Egor Igoshev Lev Gonov Gleb Syritsa Ivan Novolodsky            | Nikita Bersenev Ilia Shchegolkov Vlas Shichkin Denis Denisov          | Sergey Malnev Arseny Nikiforov Aleksandr Smirnov Dmitry Mukhomediarov |

#### Course aux points
| Année | Vainqueur        | Deuxième             | Troisième         |
| ----- | ---------------- | -------------------- | ----------------- |
| 2017  | Mamyr Stash      | Alexander Evtushenko | Sergey Shilov     |
| 2019  | Ievgueni Kovalev | Viktor Manakov       | Evgeny Tikhonin   |
| 2020  | Ilia Schegolkov  | Savva Novikov        | Viacheslav Ivanov |
| 2021  | Vlas Shichkin    | Denis Denisov        | Ivan Novolodsky   |

#### Course à l'américaine
| Année        | Vainqueur                         | Deuxième                        | Troisième                          |
| ------------ | --------------------------------- | ------------------------------- | ---------------------------------- |
| 2016         | Maksim Piskunov Sergei Rostovtsev | Viktor Manakov Andrey Sazanov   | Denis Nekrasov Andrey Prostokishin |
| 2017         | Denis Nekrasov Maksim Piskunov    | Sergey Malnev Aleksandr Smirnov | Vladislav Kulikov Andrey Sazanov   |
| 2018         | Aleksandr Smirnov Ivan Smirnov    | Lev Gonov Gleb Syritsa          | Vladimir Ilchenko Viktor Manakov   |
| 2019         | Sergey Rostovtsev Andrey Sazanov  | Ivan Smirnov Gleb Syritsa       | Vladimir Ilchenko Viktor Manakov   |
| 2020 (janv.) | Kirill Sveshnikov Lev Gonov       | Ivan Smirnov Gleb Syritsa       | Dmitriy Sokolov Aleksandr Smirnov  |
| 2020 (nov.)  | Ivan Smirnov Lev Gonov            | Nikita Bersenev Gleb Syritsa    | Artur Ershov Andrey Sazanov        |
| 2021         | Gleb Syritsa Vlas Shichkin        | Sergey Rostovtsev Artur Ershov  | Viktor Manakov Alexander Shakotko  |

#### Scratch
| Année | Vainqueur         | Deuxième          | Troisième       |
| ----- | ----------------- | ----------------- | --------------- |
| 2010  | Viktor Shmalko    |                   |                 |
| 2017  | Sergei Rostovtsev | Vladislav Kulikov | Alexey Kurbatov |
| 2019  | Andrey Sazanov    | Vladimir Ilchenko | Nikita Bersenev |

#### Omnium
| Année | Vainqueur         | Deuxième        | Troisième            |
| ----- | ----------------- | --------------- | -------------------- |
| 2016  | Sergei Rostovtsev | Viktor Manakov  | Maksim Piskunov      |
| 2017  | Mamyr Stash       | Viktor Manakov  | Maksim Piskunov      |
| 2018  | Kirill Sveshnikov | Artur Ershov    | Dmitry Mukhomediarov |
| 2019  | Artur Ershov      | Maksim Piskunov | Ivan Gerasimov       |
| 2020  | Gleb Syritsa      | Savva Novikov   | Sergey Rostovtsev    |
| 2021  | Denis Denisov     | Ivan Novolodsky | Gleb Syritsa         |

### Femmes

#### 500 mètres
| Année | Vainqueur          | Deuxième           | Troisième        |
| ----- | ------------------ | ------------------ | ---------------- |
| 2006  | Tamilia Abassova   | Anastasia Chulkova | Olga Streltsova  |
| 2007  | Olga Streltsova    | Irina Chernova     | Ekaterina Mazova |
| 2008  | Victoria Baranova  | Ekaterina Gnidenko | Irina Chernova   |
| 2009  | Victoria Baranova  |                    |                  |
| 2011  | Olga Streltsova    |                    |                  |
| 2013  | Anastasiia Voinova |                    |                  |
| 2016  | Daria Shmeleva     | Tatiana Kiseleva   | Natalia Antonova |
| 2019  | Natalia Antonova   | Ekaterina Rogovaya | Yana Tyshchenko  |
| 2020  | Natalia Antonova   | Serafima Grishina  | Alina Lysenko    |
| 2021  | Natalia Antonova   | Serafima Grishina  | Alina Lysenko    |

#### Keirin
| Année | Vainqueur             | Deuxième              | Troisième             |
| ----- | --------------------- | --------------------- | --------------------- |
| 2006  | Oksana Grishina       | Tamilia Abassova      | Svetlana Grankovskaya |
| 2007  | Oksana Grishina       | Svetlana Grankovskaya | Ekatarina Merzlikina  |
| 2008  | Svetlana Grankovskaya | Olga Streltsova       | Yulia Kosheleva       |
| 2011  | Victoria Baranova     |                       |                       |
| 2013  | Elena Brezhniva       |                       |                       |
| 2016  | Tatiana Kiseleva      | Ekaterina Koroleva    | Olga Goncharova       |
| 2017  | Daria Shmeleva        | Anastasiya Sukhareva  | Tatiana Kiseleva      |
| 2018  | Daria Shmeleva        | Anastasiia Voinova    | Natalia Antonova      |
| 2019  | Daria Shmeleva        | Anastasiia Voinova    | Ekaterina Gnidenko    |
| 2020  | Anastasiia Voinova    | Ekaterina Gnidenko    | Ekaterina Rogovaya    |
| 2022  | Yana Tyshchenko       | Daria Shmeleva        | Alina Lysenko         |

#### Vitesse individuelle
| Année | Vainqueur             | Deuxième           | Troisième               |
| ----- | --------------------- | ------------------ | ----------------------- |
| 2006  | Tamilia Abassova      | Oksana Grishina    | Svetlana Grankovskaya   |
| 2007  | Svetlana Grankovskaya | Anastasia Chulkova | Oksana Grishina         |
| 2008  | Svetlana Grankovskaya | Ekaterina Gnidenko | Victoria Baranova       |
| 2010  | Victoria Baranova     |                    |                         |
| 2011  | Olga Streltsova       |                    |                         |
| 2013  | Anastasiia Voinova    |                    |                         |
| 2016  | Tatiana Kiseleva      | Daria Shmeleva     | Kseniya Bogoyavlenskaya |
| 2017  | Daria Shmeleva        | Tatiana Kiseleva   | Anastasiya Sukhareva    |
| 2018  | Anastasiia Voinova    | Daria Shmeleva     | Ekaterina Gnidenko      |
| 2019  | Anastasiia Voinova    | Daria Shmeleva     | Ekaterina Gnidenko      |
| 2020  | Daria Shmeleva        | Anastasiia Voinova | Serafima Grishina       |
| 2021  | Daria Shmeleva        | Alina Lysenko      | Ksenia Andreeva         |
| 2022  | Alina Lysenko         | Yana Tyshchenko    | Anastasiia Voinova      |

#### Vitesse par équipes
| Année | Vainqueur                                                            | Deuxième                                                                  | Troisième                                                             |
| ----- | -------------------------------------------------------------------- | ------------------------------------------------------------------------- | --------------------------------------------------------------------- |
| 2011  | Olga Streltsova Anastasiia Voinova                                   |                                                                           |                                                                       |
| 2013  | Olga Streltsova Elena Brezhniva                                      |                                                                           |                                                                       |
| 2017  | Ekaterina Rogovaya Daria Shmeleva                                    | Natalia Antonova Tatiana Kiseleva                                         | Ekaterina Koroleva Olga Goncharova                                    |
| 2018  | Daria Shmeleva Anastasiia Voinova                                    | Natalia Antonova Ekaterina Gnidenko                                       | Kseniya Bogoyavlenskaya Anastasiya Sukhareva                          |
| 2019  | Daria Shmeleva Anastasiia Voinova                                    | Natalia Antonova Ekaterina Gnidenko                                       | Yana Tyshchenko Ksenia Andreeva                                       |
| 2020  | Daria Shmeleva Anastasiia Voinova Ekaterina Rogovaya                 | Natalia Antonova Ekaterina Gnidenko Serafima Grishina Ksenia Andreeva     | Anastasia Sukhareva Polina Vaschenko Alina Lysenko Anna Shatalova     |
| 2021  | Daria Shmeleva Ekaterina Rogovaya Yana Tyshchenko Alina Lysenko      | Natalia Antonova Ekaterina Gnidenko Serafima Grishina Anastasia Sukhareva | Ekaterina Koroleva Olga Goncharova Ksenia Andreeva                    |
| 2022  | Daria Shmeleva Ekaterina Rogovaya Yana Tyshchenko Anastasiia Voinova | Elizaveta Bogomolova Alina Lysenko Polina Vashchenko                      | Natalia Antonova Ekaterina Gnidenko Serafima Grishina Ksenia Andreeva |

#### Poursuite individuelle
| Année | Vainqueur             | Deuxième             | Troisième             |
| ----- | --------------------- | -------------------- | --------------------- |
| 1994  | Svetlana Samokhvalova |                      |                       |
| 1998  | Natalia Karimova      | Elena Tchalykh       | Svetlana Samokhvalova |
| 2007  | Olga Slyusareva       | Anastasia Chulkova   | Elena Tchalykh        |
| 2008  | Oxana Kozonchuk       | Anastasia Chulkova   | Victoria Kondel       |
| 2017  | Gulnaz Badykova       | Alexandra Goncharova | Anastasiia Iakovenko  |
| 2018  | Natalia Studenikina   | Maria Novolodskaya   | Daria Malkova         |
| 2019  | Maria Novolodskaya    | Tamara Dronova       | Anastasia Chursina    |
| 2020  | Tamara Dronova        | Natalia Studenikina  | Inna Abaidulina       |
| 2021  | Maria Novolodskaya    | Maria Milyaeva       | Natalia Studenikina   |

#### Poursuite par équipes
| Année | Vainqueur                                                                       | Deuxième                                                                                | Troisième                                                                              |
| ----- | ------------------------------------------------------------------------------- | --------------------------------------------------------------------------------------- | -------------------------------------------------------------------------------------- |
| 2011  | Evgeniya Romanyuta Verena Absalymova Viktoriya Kondel                           |                                                                                         |                                                                                        |
| 2013  | Tamara Balabolina Alexandra Chekina Alexandra Goncharova Maria Mishina          |                                                                                         |                                                                                        |
| 2017  | Evgenia Augustinas Anastasiia Iakovenko Aleksandra Chekina Alexandra Goncharova | Daria Egorova Ksenia Tcymbaliuk Tamara Balabolina Gulnaz Badykova                       | Maria Novolodskaya Daria Malkova Anastasia Lukashenko Karine Minasian                  |
| 2018  | Anastasiia Iakovenko Gulnaz Badykova Alexandra Goncharova Evgeniya Augustinas   | Galina Streltsova Natalia Studenikina Anastasiya Chulkova Diana Klimova                 | Maria Novolodskaya Daria Malkova Maria Miliaeva Karine Minasian                        |
| 2019  | Tamara Dronova Alexandra Goncharova Daria Malkova Maria Rostovtseva             | Taisia Churenkova Valeria Golayeva Anastasia Pecherskikh Anastasiya Kutsenko            | Gyunel Mekhtieva Sofia Chirkova Galina Streltsova Anastasia Chulkova                   |
| 2020  | Inna Abaidullina Alena Ivanchenko Valeria Valgonen Taisia Churenkova            | Gulnaz Khatuntseva Diana Klimova Maria Averina Natalia Studenikina Tamara Dronova       | Daria Malkova Anastasia Lukashenko Anastasia Kutsenko Sofia Balaeva Valeria Zakharkina |
| 2021  | Alena Ivanchenko Maria Novolodskaya Maria Miliaeva Valeria Valgonen             | Gyunel Mekhtieva Daria Stepanova Elizaveta Archibasova Alena Rytseva Gulnaz Khatuntseva | Daria Malkova Anastasia Kutsenko Sofia Balaeva Evgenia Augustinas Valeria Golyaeva     |

#### Course aux points
| Année | Vainqueur             | Deuxième               | Troisième             |
| ----- | --------------------- | ---------------------- | --------------------- |
| 1994  | Svetlana Samokhvalova |                        |                       |
| 1998  | Olga Slyusareva       | Svetlana Ivakhonenkova | Svetlana Samokhvalova |
| 2007  | Olga Slyusareva       | Anastasia Chulkova     | Alena Prudnikova      |
| 2008  | Elena Tchalykh        | Evgeniya Romanyuta     | Anastasia Chulkova    |
| 2017  | Olga Zabelinskaya     | Alexandra Goncharova   | Ksenia Tsymbalyuk     |
| 2019  | Natalia Studenikina   | Anastasia Chursina     | Diana Klimova         |
| 2020  | Gulnaz Khatuntseva    | Natalia Studenikina    | Daria Malkova         |
| 2021  | Gulnaz Khatuntseva    | Maria Novolodskaya     | Natalia Studenikina   |

#### Course à l'américaine
| Année | Vainqueur                             | Deuxième                               | Troisième                             |
| ----- | ------------------------------------- | -------------------------------------- | ------------------------------------- |
| 2017  | Daria Malkova Maria Novolodskaya      | Mariia Averina Galina Streltsova       | Aleksandra Chekina Anastasia Chulkova |
| 2018  | Gulnaz Badykova Diana Klimova         | Alexandra Goncharova Galina Streltsova | Daria Malkova Mariia Miliaevi         |
| 2019  | Tamara Dronova Diana Klimova          | Daria Malkova Maria Rostovtseva        | Mariia Averina Alexandra Goncharova   |
| 2020  | Gulnaz Khatuntseva Maria Novolodskaya | Tamara Dronova Diana Klimova           | Olga Nikishina Maria Rostovtseva      |
| 2021  | Alena Ivanchenko Maria Novolodskaya   | Diana Klimova Gulnaz Khatuntseva       | Maria Averina Natalia Studenikina     |

#### Scratch
| Année | Vainqueur           | Deuxième           | Troisième            |
| ----- | ------------------- | ------------------ | -------------------- |
| 2008  | Evgeniya Romanyuta  | Anastasia Chulkova | Elena Tchalykh       |
| 2017  | Evgeniya Augustinas | Anastasia Chulkova | Aleksandra Chekina   |
| 2019  | Valeriya Zakharkina | Diana Klimova      | Alexandra Goncharova |
| 2021  | Maria Malyaeva      | Gulnaz Khatuntseva | Daria Malkova        |

#### Omnium
| Année | Vainqueur            | Deuxième            | Troisième            |
| ----- | -------------------- | ------------------- | -------------------- |
| 2011  | Evgenia Augustinas   | Anastasiya Chulkova | Alexandra Goncharova |
| 2013  | Evgenia Augustinas   | Tamara Balabolina   | Anastasiya Chulkova  |
| 2016  | Evgeniya Romanyuta   | Gulnaz Badykova     | Aleksandra Chekina   |
| 2017  | Alexandra Goncharova | Evgeniya Augustinas | Elizaveta Oshurkova  |
| 2018  | Gulnaz Badykova      | Evgeniya Augustinas | Diana Klimova        |
| 2019  | Maria Rostovtseva    | Anastasia Chulkova  | Diana Klimova        |
| 2020  | Maria Novolodskaya   | Daria Malkova       | Diana Klimova        |

#### Course par élimination
| Année | Vainqueur          | Deuxième      | Troisième         |
| ----- | ------------------ | ------------- | ----------------- |
| 2021  | Maria Novolodskaya | Diana Klimova | Maria Rostovtseva |